# Psychanisa
Psychanisa is een geslacht van vlinders uit de familie van de zakjesdragers (Psychidae). De wetenschappelijke naam van dit geslacht is voor het eerst voorgesteld door Francis Walker in een publicatie uit 1855. De soorten binnen dit geslacht komen in Australië voor.

## Soorten
- Psychanisa baliodes (Meyrick, 1893)
- Psychanisa guttata Walker, 1855